# Ložišća
Ložišća su mjesto na otoku Braču, u Hrvatskoj. Administrativno su u sastavu općine Milne.

## Zemljopisni položaj
Ložȋšća se nalaze na zapadnoj strani otoka Brača, nekoliko kilometara od mora prema unutrašnjosti otoka. Najbliža naselja su Bobovišća i Bobovišća na Moru.

## Povijest
Naselje su u 17. stoljeću osnovale obitelji iz susjednih Bobovišća (vjerojatno Krstulović-Lozić), a s obzirom na to da se brže razvijalo od starijih Bobovišća i da je stanovništvo vrlo brzo brojčano preraslo Bobovišća, nazivana su Vȅlo Selȍ, a Bobovišća Mõlo Selȍ.
U XIX. stoljeću naselje je imalo oko 800 stanovnika, početkom XX. stoljeća oko 1500, i otada se broj stalno smanjuje pa danas ima manje od 100 duša. Ložišćani se bave poljoprivredom, uzgojem stoke, a u zadnje vrijeme i turizmom.
Živ je i dobro se sačuvao ložiški govor koji se pokazuje kao čvrst sustav, pa i u mlađega naraštaja.
Ložišća ili Velo Selo podignuta su na kapelaniju 1831., a zasebna župa odvojena od boboviške postala su 1909. godine. U Ložišćima je muška osnovna škola osnovana 1855., a hrvatski je kao nastavni jezik uveden 1880. godine. Godine 1873. mjesto je imalo liječnika i dvije primalje.

## Promet
Županijska cesta Ž6188 spaja Ložišća sa Nerežišćima u središnjem dijelu otoka. Državna cesta D114, koja spaja Milnu i Supetar, do 2020. je prolazila i kroz Ložišća (pri čemu su prolazak kroz središte mjesta otežavale uske uličice), a tada je izgrađena Ložiška zaobilaznica i tunel Korito, čime je izbjegnut gusti promet kroz središte mjesta.

## Stanovništvo
Prema popisu iz 2011. Ložišća su imala 139 stanovnika, a broj je do 2021. pao na 92.
| broj stanovnika | 892   |       | 1236  | 1394  | 1473  | 1219  |       | 775   | 541   | 497   | 437   | 285   | 190   | 181   | 167   | 139   | 92    |
|                 | 1857. | 1869. | 1880. | 1890. | 1900. | 1910. | 1921. | 1931. | 1948. | 1953. | 1961. | 1971. | 1981. | 1991. | 2001. | 2011. | 2021. |

## Poznate osobe
- Marko Sapunar, novinar i publicist
- Pavle Valerijev, nastavnik

## Znamenitosti
- Crkva sv. Ivana i Pavla iz 1820. godine; raskošni zvonik Ivana Rendića iz druge polovice XIX. stoljeća
- Crkva Gospe Stomorice (Stomȍrica), ranoromanička crkvica između Ložišća, Sutivana i Supetra
- Zgrada župnog dvora i prve škole
- Kameni most, poznat i kao "Most Franje Josipa", izgrađen za vrijeme austrijske uprave
- Donji pisk, jedno je od najvećih sabirališta vode na otoku, iz 19. stoljeća
- Rat, gradina i arheološko nalazište iznad mjesta